# Canti della malavita romana
Canti della malavita romana è un Lp di Claudio Villa inciso e pubblicato nel 1973. È una raccolta di brani musicali tradizionali romani.

## Tracce
Lato A
1. Er canto der carcerato 3:40 (Giuseppe Micheli)
2. Er fattaccio 6:00  (Americo Giuliani)
3. La povera Cecilia 5:07 (G. Micheli)
4. Le Mantellate 4:30 (Fiorenzo Carpi, Giorgio Strehler)

Lato B
1. Alla renella (A tocchi a tocchi) 4:30 (G. Micheli)
2. La passatella 5:50 (A. Giuliani)
3. Zompa e balla (Te possino dà tante cortellate) 3:22 (A. Giuliani)
4. La povera Giulia 3:00 (G. Micheli)
5. Gira e fai la rota 5:00 (G. Micheli)